# PCAA
PCAA，是一种含氮有机化合物，全称5-[N-(1-苯基环己基)氨基]戊酸，化学式C17H25NO2，是苯环己哌啶（PCP）的代谢产物，能通过质谱法在PCP使用者的尿液中检测出来。